# 台湾籍民
台湾籍民（たいわんせきみん）とは、日本による台湾統治の結果生じた新しい型の「籍民」である。もともと「籍民」とは中国民族でありながら外国籍をもち、その所属領事国の保護の下に中国官吏の管轄をうけない人々を指す言葉である。元来福建省、特に虞門は早くから海外移民が多く、彼らの中には多年出稼ぎ地に住んで、その地の国籍を得る者が多かった。しかし、日清戦争による下関条約の規程に基づき、台湾、澎湖の住民は、もし引き続き台湾に居住することを願わなければ、あらゆる不動産を自由に処分して金に換えて台湾を出て行くことができるとされた。条約発効の日から2年の期限を与え、この期限（1897年（明治30年）5月8日）を過ぎても台湾、澎湖から出て行かないものは日本国民とみなされた（台湾住民国籍決定）。実際に台湾、澎湖を出て行ったのは少数に過ぎなかった。そのため、日本の台湾領有より生じた日本籍をもつ「台湾籍民」なる新しい型のものが生まれて外国籍民の中に加わるようになったのである。

## ある在ジャワ「台湾籍民」の物語
日本統治時代の台湾における台湾人は閉塞感と劣等感の中で暮らしていた。台中州大甲郡大甲街出身の柯呆は、米穀商を営み4人の子供の父親として平凡な生活を送っていた。ある時息子を連れて散歩していたとき、商売禁止とされていた路上で野菜を売っていた小農民が日本人警官に打ちのめされる光景を目撃した。彼は力なく息子に「見ただろう。あれが台湾なのだ」とつぶやいた。その後、妻子を置いて当時蘭領インドに渡り、東部ジャワの高原都市マランにわずかな縁故を頼りに糊口を求めた。刻苦精励の後一本立ちし、コーヒーと綿花の栽培でかなりの資産を築いた。帰国するたび家族に、ジャワ島の生活は、環境も安定しており、治安もよく、しかも「日本人はといえば一等国民としてどこでも尊敬されていた」と語ったという。彼は、日本人と同等の権利を受けていたのである。1939年（昭和14年）5月19日台湾総督府は、「皇民化、工業化、南進化」三大政策を公布する以前、台湾から蘭印をはじめとする南方各地に渡った｢台湾籍民｣はこの柯呆と共通する心情をもち、同じような期待感、解放感を味わいながら渡南し、現地社会に根をおろしていった。いわば日中戦争期以降の国家権力の命令による渡南とは異なる自然流出的な人の流れである。

## 「台湾籍民」を巡る歴史
この自然流出的な人の流れは、1900年初頭ごろから記録にあらわれる。1909年（明治42年）初代駐バタビア（現ジャカルタ）領事として赴任した染谷成章の最初の仕事が「台湾籍民」の法的地位を日本人と同等に引き上げることであった。当時領事館に登録された台湾人はわずか30名ほどだった。紆余曲折を経て1910年11月、蘭領東インド当局との間で法的解決をみた。「台湾籍民」に日本人と同等の法的地位が認められたことで、台湾から新規の渡航者の増加が認められた。彼らは言語、挙動、服装に至るまで中国人と同様で、しかも中国人の家に寄宿しているのにもかかわらず日本人と同様の待遇（特権）を得ることになった。続いて同じく蘭領東インドの華人は、これまで第二級の法的地位にとどめ置かれていたが、清国政府の支援を得つつ当局と交渉を重ねた結果、1911年5月、日本人そして「台湾籍民」と同様の法的地位を得るに至った。そして南方他地域でも、この解決策を参考に同様の解決がされることになったのである。